# Пожнище
Пожнище (рос. Пожнище) — присілок в Псковському районі Псковської області Російської Федерації.
Населення становить 56 осіб. Входить до складу муніципального утворення Ядровська волость.

## Історія
Від 2015 року входить до складу муніципального утворення Ядровська волость.

## Населення
| 2001 | 2002 | 2010 | 2016 |
| ---- | ---- | ---- | ---- |
| 25   | ↘22  | ↘19  | ↗56  |